# Allocyttus folletti
Allocyttus folletti is een straalvinnige vissensoort uit de familie van oreos (Oreosomatidae). De wetenschappelijke naam van de soort is voor het eerst geldig gepubliceerd in 1960 door Myers.